# Bursera laxiflora
Bursera laxiflora är en tvåhjärtbladig växtart som beskrevs av S. Wats.. Bursera laxiflora ingår i släktet Bursera och familjen Burseraceae. Inga underarter finns listade i Catalogue of Life.